# Anelosimus nelsoni
Anelosimus nelsoni là một loài nhện trong họ Theridiidae.
Loài này thuộc chi Anelosimus. Anelosimus nelsoni được miêu tả năm 2006 bởi Agnarsson.